# Krisztofer Durázi
Krisztofer Durázi (Szombathely, 13 ottobre 1998) è un cestista ungherese.